# Rock'n Coke
Rock'n Coke was van 2003 tot 2013 een groot Turks rockfestival. Bands als Limp Bizkit, Motörhead, The Cure, Korn, The Prodigy, Linkin Park, Within Temptation en The Rasmus traden door de jaren heen op het festival.
Het werd traditioneel gehouden op het vliegveld Hezarfen in Istanboel.  Aan het einde van elke zomer werd het vliegveld gebruikt als locatie voor een tweedaagse reeks concerten, met zowel nationale als internationale artiesten. Hoewel het voornamelijk rock-georiënteerd was, organiseerde Rock'n Coke ook andere muziekgenres. Terwijl het hoofdpodium over het algemeen gereserveerd was voor rock en zijn subgenres, was de DJ Arena (nu Burn Stage genoemd, na de sponsoring) gereserveerd voor stijlen zoals housemuziek.
In 2005 was het festivalterrein groot genoeg voor twee podia, een mini-pretpark, twee grote eetzones, een winkelgebied, diverse sponsorattracties, 400 bijgebouwen en een grote camping voor mensen met een tweedaagse kaart. In 2008 en 2010 werd er geen festival gehouden vanwege de beslissing om het om de twee jaar te doen.
Het festival werd georganiseerd door de Turkse concertorganisator Pozitif en gesponsord door Coca-Cola. Kanal D en Dream TV waren de belangrijkste mediasponsors van de organisatie 
Rock'n Coke was lid van de European Festivals Association. 